# São Sebastião (stacja metra)
São Sebastião – stacja węzłowa metra w Lizbonie na linii Azul (otwarta w 1959) i linii Vermelha (otwarta w sierpniu 2009).
Stacja znajduje się przy Av. António Augusto de Aguiar, w pobliżu skrzyżowania z Av. Marquês de Fronteira. Stacja zapewnia dostęp do górnej części parku Edwarda VII, centrum handlowego El Corte Inglés, Centro de Arte Moderna José de Azeredo Perdigão i głównego budynku siedziby Fundacji Calouste Gulbenkian. Podobnie jak najnowsze stacje metra w Lizbonie, jest przystosowana do obsługi pasażerów niepełnosprawnych.